# Ernst van Hessen-Rheinfels
Ernst van Hessen-Rheinfels-Rotenburg (Kassel, 8 december 1623 - Keulen, 2 mei 1693) was van 1649 tot 1658 landgraaf van Hessen-Rheinfels, van 1655 tot 1676 landgraaf van Hessen-Eschwege en van 1658 tot aan zijn dood landgraaf van Hessen-Rheinfels-Rotenburg. Hij behoorde tot het huis Hessen-Kassel.

## Levensloop
Ernst was de zesde zoon van landgraaf Maurits van Hessen-Kassel en diens tweede echtgenote Juliana van Nassau-Siegen, dochter van graaf Johan VII van Nassau-Siegen.
Na zijn opleiding maakte hij een grand tour door Frankrijk en Italië. Tijdens de Dertigjarige Oorlog nam hij deel aan de oorlogstochten van Hessen-Kassel: zo vocht hij in augustus 1645 in de Slag bij Alerheim en was hij in 1647 betrokken bij de herovering van het nedergraafschap Katzenelnbogen. 
Na het einde van de Dertigjarige Oorlog kreeg Ernst in 1649 het nedergraafschap Katzenelnbogen toegewezen. Op die manier stichtte hij de linie Hessen-Rheinfels. Het landgraafschap Hessen-Kassel behield echter de soevereiniteit over Hessen-Rheinfels. De volgende jaren werd in verschillende huisverdragen de verhouding tussen de linies Hessen-Kassel en Hessen-Rheinfels vastgelegd, wat niet verhinderde dat het geregeld tot politieke en financiële conflicten kwam tussen beide huizen. Als residentie koos hij de burcht Rheinfels in de stad Sankt Goar, die hij liet uitbouwen tot een imposante vesting. Ook droeg hij wezenlijk bij aan de economische ontwikkeling van Hessen-Rheinfels, dat tijdens de Dertigjarige Oorlog zwaar getroffen was.
Op 6 januari 1652 bekeerde de calvinistisch opgevoede Ernst zich tot het katholicisme. Hij stelde zich op een religieus tolerant heerser, maar had een duidelijke mening over de religieuze conflicten van zijn tijd. In 1654 maakte hij de oprichting van katholieke gemeenten in Sankt Goar, Nastätten en Langenschwalbach mogelijk.
Na de dood van zijn broers Frederik in 1655 en Herman in 1658 erfde Ernst het landgraafschap Hessen-Eschwege respectievelijk het landgraaf Hessen-Rotenburg. Vanaf dan liet hij zich landgraaf van Hessen-Rheinfels-Rotenburg noemen. In 1676 stond hij Hessen-Eschwege af aan zijn tweede zoon Karel.
In mei 1693 stierf Ernst op 69-jarige leeftijd. Hij werd bijgezet op het bedevaartkerkhof in Bornhofen, terwijl zijn hart werd bijgezet in de Sint-Maria in de Kupfergasse-kerk van Keulen.

## Huwelijk en nakomelingen
In juni 1647 huwde Ernst met Maria Eleonora (1632-1689), dochter van graaf Filips Reinhard I van Solms-Lich. Ze kregen twee zonen:
- Willem (1648-1725), landgraaf van Hessen-Rheinfels-Rotenburg
- Karel (1649-1711), landgraaf van Hessen-Wanfried